# Tienda insignia de Saks Fifth Avenue
La tienda insignia de Saks Fifth Avenue (en inglés, Saks Fifth Avenue flagship store) es una tienda por departamentos en Midtown Manhattan, Nueva York (Estados Unidos). Se ubica dentro del distrito de compras de lujo en la Quinta Avenida entre las calles 49 y 60. La estructura original de 10 pisos en 611 Fifth Avenue ha sido la tienda insignia de Saks Fifth Avenue desde su finalización en 1924. La tienda también ocupa parte de 623 Fifth Avenue, una torre de 36 pisos terminada en 1990.
El edificio original de Saks Fifth Avenue fue diseñado por Starrett & van Vleck en estilo neoclásico. Tiene una fachada depiedra caliza de Indiana, ladrillo y piedra de molde, con esquinas biseladas en la Quinta Avenida en las calles 49 y 50. Saks Fifth Avenue fue la primera tienda por departamentos en la Quinta Avenida en cumplir con la Ley de Zonificación de 1916, con retranqueos en sus pisos superiores. La adición de la torre en 623 Fifth Avenue fue diseñada por Lee Harris Pomeroy Associates y Abramovitz Kingsland Schiff. La torre está parcialmente diseñada con el estilo de la estructura original.
El edificio fue planeado a principios del siglo XX por Horace Saks, director de Saks & Company, que tenía una tienda insignia en Herald Square. Fue construido entre 1922 y 1924 como "Saks-Fifth Avenue", una empresa conjunta entre Saks y su primo Bernard Gimbel. Saks Fifth Avenue más tarde se convirtió en una cadena de grandes almacenes por derecho propio, y la tienda de la Quinta Avenida se convirtió en una ubicación emblemática. El edificio original fue designado Monumento Histórico de la Ciudad de Nueva York en 1984 para permitir el desarrollo del anexo de la torre 623 de la Quinta Avenida. A lo largo de los años, la tienda ha sufrido numerosas modificaciones.

## Arquitectura

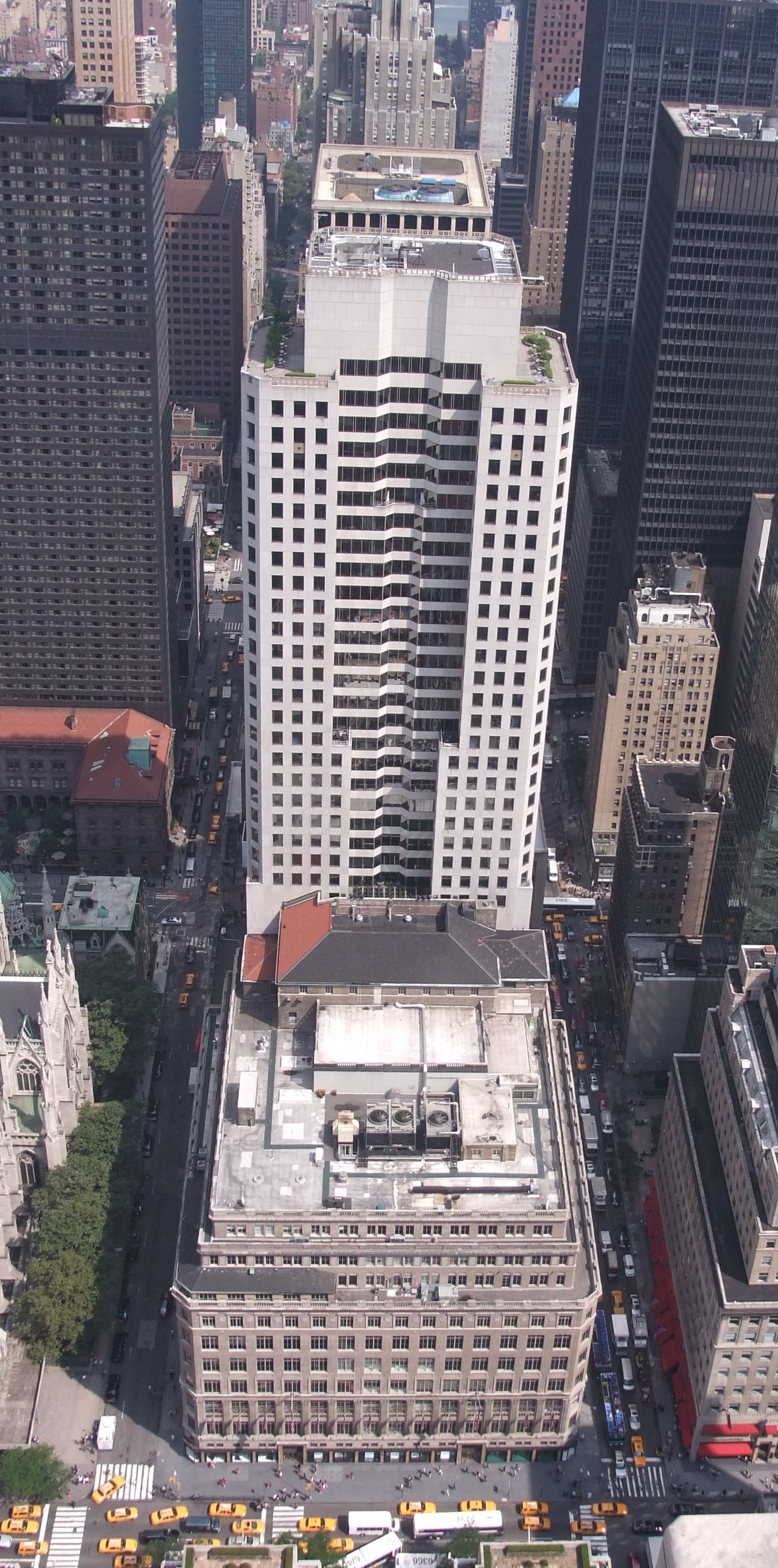
Vista aérea del 611 y 623 Fifth Avenue

Saks Fifth Avenue abarca dos estructuras: 611 Fifth Avenue, construida en 1924, y una extensión en 623 Fifth Avenue, que es una torre de 36 pisos construida en 1990. Saks codesarrolló la torre y opera diez de sus pisos. El edificio linda con 18 East 50th Street hacia el este. Está al otro lado de la calle 50 de la catedral de San Patricio y al otro lado de la Quinta Avenida del complejo del Rockefeller Center, ambos monumentos históricos nacionales. Dentro del Rockefeller Center, el British Empire Building y La Maison Francaise están al oeste y el International Building está al noroeste; 608 Fifth Avenue está por su parte inmediatamente al suroeste. El edificio forma parte de los sreetwalls" (lit. paredes de calle )de la Quinta Avenida, hileras de edificios de mediana altura construidos entre principios y mediados del siglo XX revestidos de piedra caliza o ladrillo beige. La Comisión de Preservación de Monumentos Históricos de la Ciudad de Nueva York designó la estructura original como un lugar emblemático de la ciudad porque contribuyó a este aspecto del diseño de la Quinta Avenida.
La estructura original fue diseñada por el estudio de arquitectura Starrett & van Vleck y construida por Cauldwell-Wingate Company, con muchos otros ingenieros y contratistas. : 91–92 Starrett & van Vleck crearon un exterior clásico a juego con el estilo de la Quinta Avenida en ese momento, según los parámetros impulsados por la Asociación de la Quinta Avenida. Esta le otorgó su medalla de oro de 1924 al "mejor edificio nuevo del año". Los arquitectos crearon un interior moderno para los grandes almacenes y siguieron una nueva ley de zonificación de la ciudad que requiere retranqueos para los pisos superiores de los edificios para las oficinas administrativas de Saks. : 4 
El 623 Fifth Avenue de 36 pisos fue diseñado por una asociación entre Lee Harris Pomeroy Associates, contratado por Swiss Bank Corporation (los propietarios iniciales del edificio), y Abramovitz Kingsland Schiff (arquitectos del personal de Saks). La Comisión de Planificación de la Ciudad de Nueva York solicitó una altura no mucho mayor que la del edificio vecino Newsweek, limitando el recuento de pisos y limitando la altura de los techos a 2,6 m. : 559  A menudo se dice que la torre tiene 36 pisos, ya que los pisos 37 y 38 solo albergan equipos mecánicos, al igual que el piso 10. La torre también tiene un nivel de carga en el sótano y un subsótano.

### Exterior

#### Edificio original
El edificio de 1924 tiene diez pisos, así como tres fachadas en la Quinta Avenida y las calles 49 y 50. La fachada principal de la Quinta Avenida está conectada con las de las calles 49 y 50 mediante esquinas biseladas : 5–6  : 91 cada uno con unos 61 m de fachada a calle. El exterior utiliza piedra caliza de Indiana, ladrillo y piedra de molde. El diseño es una versión modesta de los edificios neoclásicos populares en la década de 1920, según se informa en ese momento como inspirado en la arquitectura neorrenacentista inglesa tardía. : 5 Las tres fachadas son casi idénticas excepto por pequeños detalles a nivel del suelo. : 5–6 

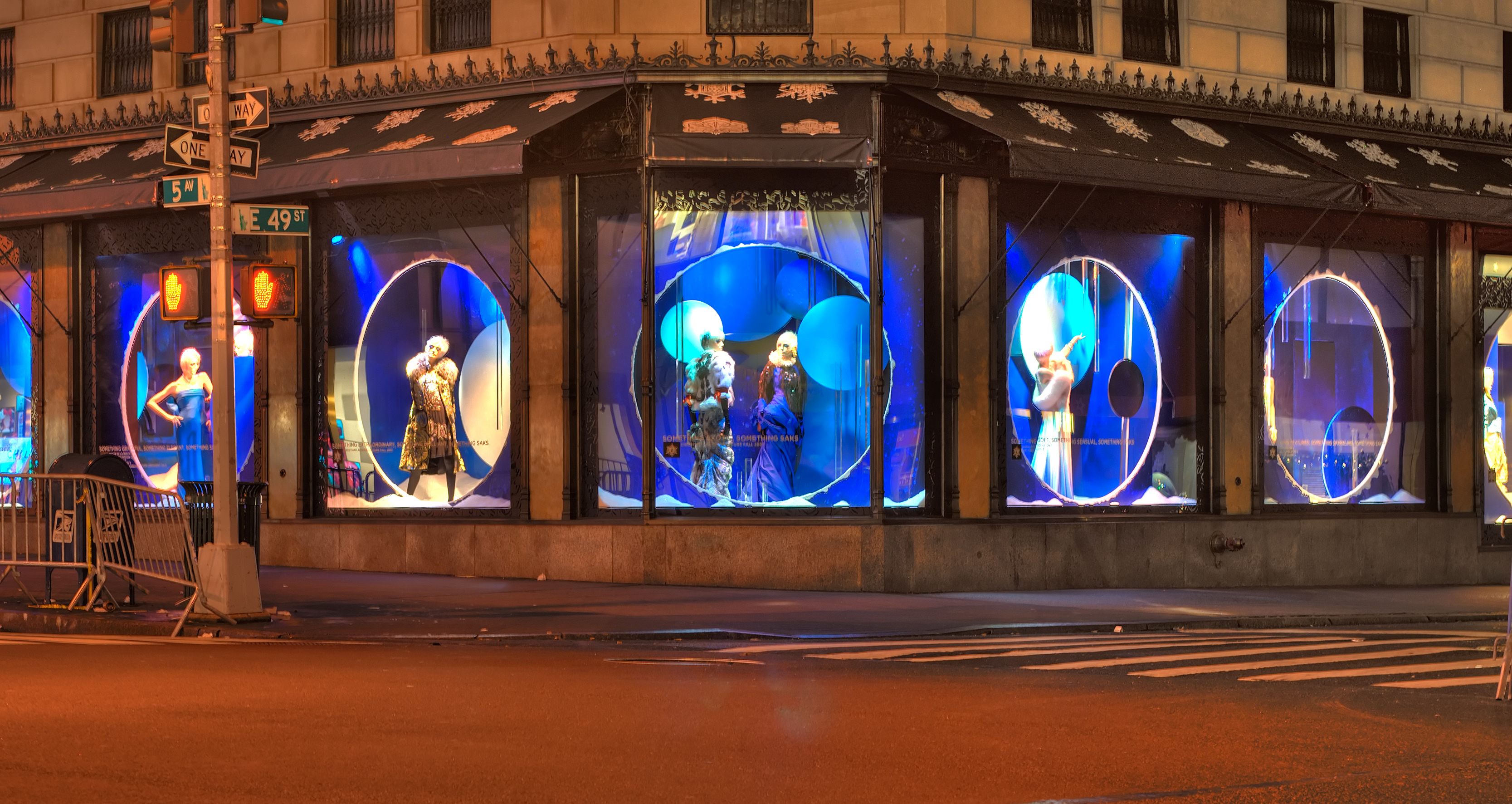
Escaparates en 5th Avenue y 49th Street por la noche

A nivel del suelo, la fachada está revestida con bloques de granito rústico y tiene vitrinas altas. Este primer nivel tiene techos altos; su exterior tiene una altura de un piso y medio. Las vitrinas son grandes placas de vidrio con marcos de bronce, con secciones estrechas de pared de mármol entre cada ventana. : 5 Anualmente, de octubre a diciembre, tienen decoraciones navideñas. En la Quinta Avenida, abarcan toda la manzana y solo son interrumpidos por dos entradas. La presencia de entradas gemelas, aunque relativamente rara en los grandes almacenes, enfatiza las proporciones del edificio y la fachada de la Quinta Avenida. Los portales son rectangulares, con molduras en espiral labrada y rematados con una cornisa lisa. Los juegos de puertas abarcan las mitades inferiores de las entradas, mientras que las mitades superiores tienen ventanas colocadas detrás de rejas de metal ornamentadas. : 5 
Las entradas de las calles 49 y 50 tienen marquesinas de metal originales colgadas sobre las puertas. Sus letreros decían "Saks & Company" entre cuadrados con diseños de cuatrifolio; las tapas de las marquesinas están decoradas con un friso de bronce de urnas y motivos florales. El extremo este de la fachada de la calle 49 tiene un muelle de carga coronado con una cornisa de bronce ornamental. : 6 El muelle de carga de la calle 49 estaba destinado a recibir mercancías. Se utilizó una bahía de carga correspondiente en 50th Street para el envío y contuvo una entrada para empleados adyacente. : 91 
El elemento principal de la fachada está en su segundo y tercer piso: una serie de pilastras estriadas en piedra caliza de Indiana que se extiende a lo largo de 14 tramos y que sostiene un arquitrabe. El diseño es plano y sobrio, aunque los capiteles de las pilastras y el friso del arquitrabe son ornamentados e inventivos. Otro arquitrabe divide el segundo y tercer piso, con una balaustrada decorativa. : 5–6 
Los pisos del cuarto al sexto son menos ornamentados, con un exterior de ladrillo y ventanas rectangulares. Las ventanas del cuarto piso tienen marcos decorativos de piedra de molde rematados por paneles lisos. Sobre este piso hay una moldura de alféizar y el séptimo piso, también revestido de ladrillo pero con rondas de piedra ornamentales colocadas entre cada una de las ventanas. Este nivel lo rematan una cornisa y una balaustrada. Todos los pisos tienen tramos biselados entre la Quinta Avenida y las fachadas de las calles laterales. : 6 
Los pisos octavo, noveno y décimo se retranquean progresivamente de los frentes de las calles. El octavo piso es relativamente vacío, mientras que el noveno tiene ventanas estrechas rodeadas alternativamente por esbeltas columnas y paneles rectangulares de piedra de molde. Este piso se remata con una cornisa de piedra pesada y un parapeto de ladrillo liso. El décimo piso tiene ventanas simples y un exterior de ladrillo, también rematado con cornisa y balaustrada de piedra. : 6 

#### 623 Fifth Avenue

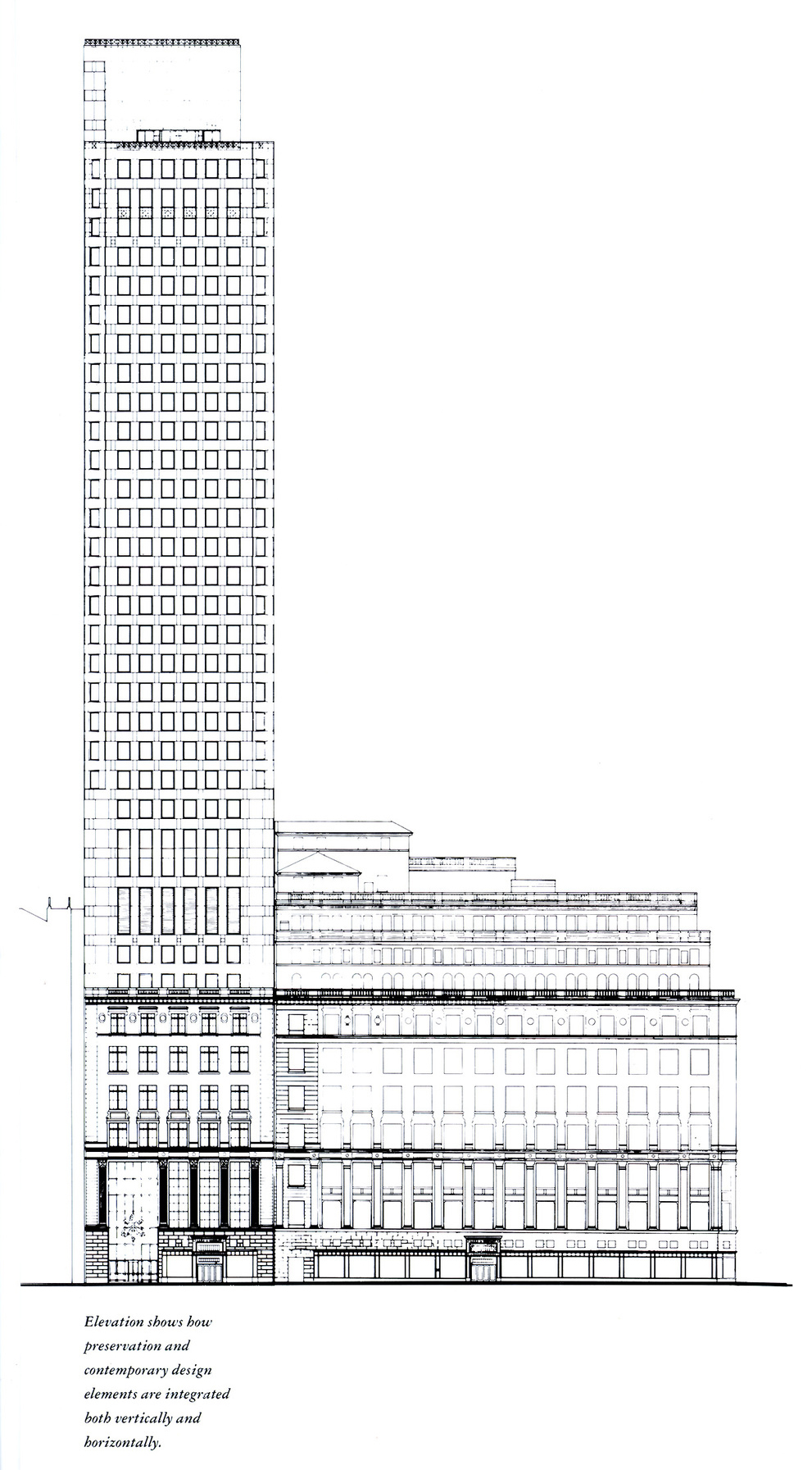
Detalles de la fachada del 623 Quinta; siete pisos reflejan la tienda original

La torre adyacente a la tienda original se conocía originalmente como Swiss Bank Tower y 10 East 50th Street y, desde 2002, también se conoce como 623 Fifth Avenue. Los 38 pisos de la adición de la torre están revestidos con piedra caliza de Indiana. La torre y el edificio original de Saks se pueden ver fácilmente desde el otro lado de la calle en 30 Rockefeller Plaza y su plataforma de observación Top of the Rock. A partir de ahí, 623 Fifth Avenue se eleva simétricamente sobre Saks, y con un centro tallado, en reciprocidad con el eje del 30 Rockefeller Plaza que sobresale. Las esquinas de la torre también tienen chaflanes que se relacionan con el diseño de la tienda original. : 559 Esta sección presenta cintas de ventanas separadas únicamente por delgadas enjutas de piedra caliza; el resto del edificio tiene ventanas independientes o perforadas.

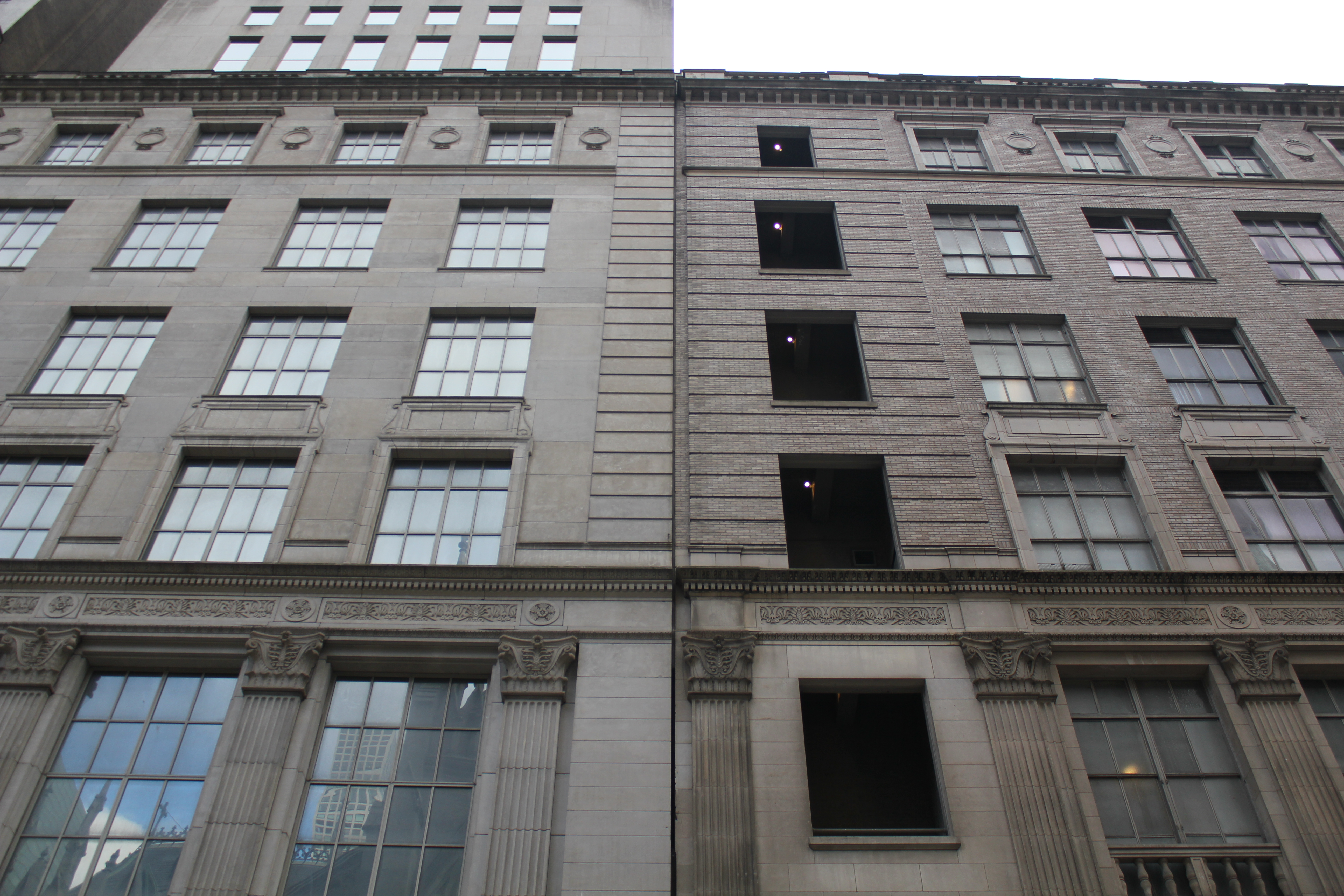
Detalles de la fachada de 623 Fifth (izquierda) y tienda original (derecha) a lo largo de 50th Street

Los primeros siete pisos del edificio, construido en 1990, tiene en cuenta el estilo del inmueble de 1924. El banco había favorecido una fachada moderna, aunque la Comisión de Preservación de Monumentos Históricos deseaba una extensión de la fachada de 1924. Tanto Saks como las oficinas comparten la fachada de la calle en las fachadas de las calles 49 y 50. La de la calle 50 es una réplica casi idéntica, solo con cambios sutiles en la forma y los detalles, y con ornamentación tallada a mano. Saks ganó dos nuevas vitrinas y una entrada que replicaba la entrada original de la calle 50, mientras que Swiss Bank Corporation ganó una gran entrada de dos tramos de ancho y tres pisos de altura. La fachada de la calle 49 a nivel del suelo es más moderna, aunque con una entrada Saks y vitrinas que reproducen los originales. La fachada se retira de la calle, dando a este lado una pequeña explanada pavimentada. A ambos lados de la nueva entrada de Saks se encuentran su muelle de carga reubicado y una entrada secundaria a la torre de oficinas.

### Interior
La estructura original tenía más de 37 000 m² de superficie, mientras que la torre tiene 34 000 m². Los pisos primero a noveno de la torre son operados por Saks, con 9300 m² expansión. El décimo piso de la torre tiene equipo mecánico, mientras que los pisos 11 al 36 son espacios de oficinas que se operan por separado.

#### Grandes almacenes

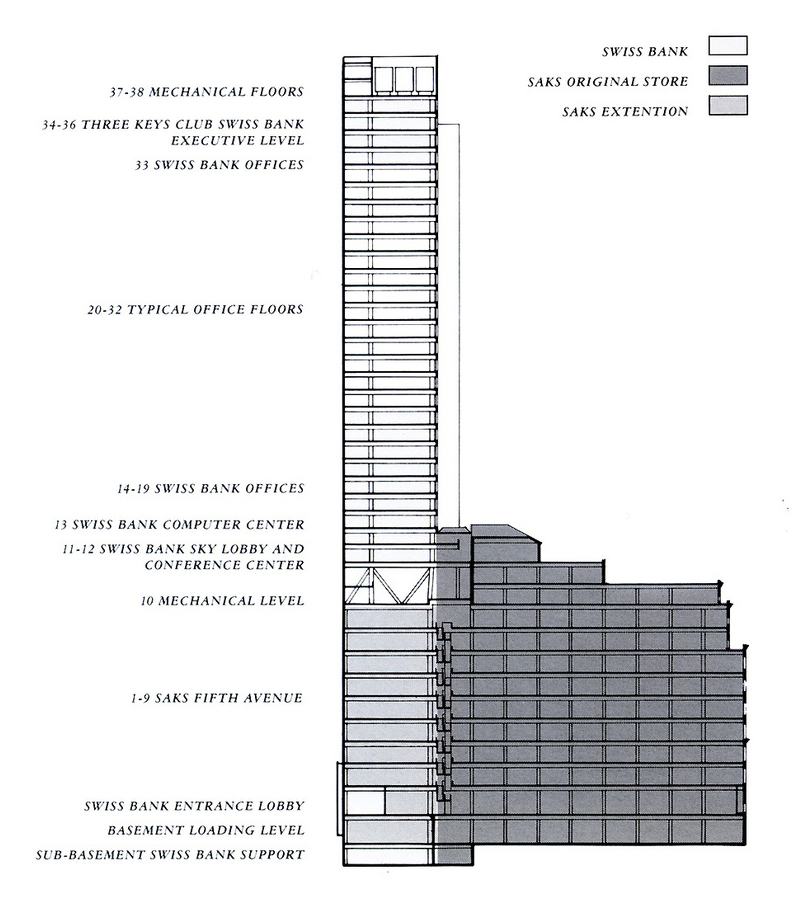
Disposición de 623 Fifth Avenue al lado de la tienda original de Saks

Cuando se abrió la tienda por departamentos original, del primer al séptimo pisos estaban dedicados a las ventas. : 91  También había cuatro pisos de oficinas y almacenes. El sótano se usó para envío y recepción, el octavo piso para oficinas, y el noveno y décimo para almacenes y talleres. : 91 Posteriormente, los pisos superiores se convirtieron en espacios de venta.
A partir de 2020, la tienda abarca 56 000 o 60 000 m². El piso principal tiene unos 4900 m² e incluye un departamento de carteras, así como una escalera mecánica al segundo piso que fue decorada por Rem Koolhaas.
El primer piso tiene una altura de techo de 6 m, mientras que los otros pisos tienen alturas de techo de 4 m. La superestructura del edificio está formada por ocho conjuntos de columnas. Se colocaron doce ascensores en el extremo este del edificio, en la parte trasera. Se instalaron dos escaleras cerradas cerca de las entradas de la Quinta Avenida y había escaleras de servicio en cada una de las esquinas traseras. Los muebles se diseñaron en madera noble, mientras que las superficies de las paredes y las columnas de arriba tenían un acabado blanco. Los techos de paneles planos tenían artefactos de iluminación suspendidos y tuberías de rociadores ocultos. : 91 

#### Espacio de oficina
Cada uno de los pisos de oficinas tiene un techo de 2,6 m de altura. : 559  La sala de dos pisos de la torre de oficinas está en los pisos 11 y 12, un vestíbulo elevado sobre la expansión de Saks, con cuatro ascensores de lanzadera que llevan a los pasajeros hasta este vestíbulo. El vestíbulo originalmente tenía una cascada y una obra de Richard Serra de 1989, llamada Fin, que está hecha de hierro oxidado curvado y pesa 18 toneladas. : 559  En el vestíbulo hay también un centro de conferencias y una cafetería.
A 2002, el edificio tenía un penthouse corporativo de cinco pisos para oficinas ejecutivas, con un total de 6039 m². Las oficinas, en los pisos 32 a 36, tenían paredes con boiserie de peral suizo, mientras que los vestíbulos de los ascensores y las áreas de recepción tenían paredes de piedra caliza. El espacio también contó con salas de reuniones, una cocina y un comedor.

## Historia

### Origen: A. Saks & Co.

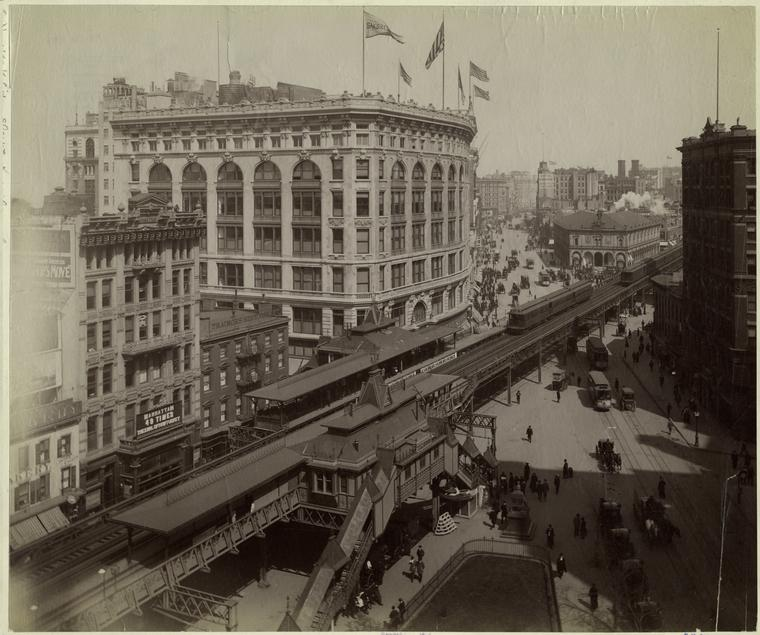
La tienda Herald Square Saks & Co. en 1903, detrás de la estación de la calle 33

Andrew Saks nació en una familia judía alemana en Baltimore. Trabajó como vendedor ambulante y chico de periódicos antes de mudarse a Washington D. C., donde a los 20 años abrió una tienda de ropa para hombres con su hermano Isadore. A. Saks & Co. ocupó una tienda en el edificio del Avenue House Hotel en 517 (300-308) 7th Street, NW, en lo que sigue siendo el distrito comercial del centro de Washington. Saks anexó la tienda de al lado, y en 1887 comenzó a construir una nueva gran tienda en el sitio del antiguo edificio Avenue Hotel en 7th y Market Space (ahora United States Navy Memorial Plaza). En la década de 1880, Saks había expandido su negocio a Indianápolis y Richmond. : 1 
Saks abrió una gran tienda por departamentos en 1902 en Herald Square de Nueva York en la Calle 34 y Broadway (en 1293-1311 Broadway). : 2 Andrew Saks dirigía la tienda de Nueva York como un asunto familiar con su hermano Isadore y sus hijos Horace y William. Murió en 1912 y su hijo Horace asumió la dirección de la empresa. : 2 Horace Saks quería mudarse al distrito comercial de la Quinta Avenida, que se desarrolló por primera vez en 1905 con la apertura del B. Altman and Company Building en la calle 34 y que se expandía gradualmente hacia el norte. Sin embargo, aplazó la reubicación durante la Primera Guerra Mundial : 2 

### Reubicación
Saks & Company arrendó el Hotel Buckingham y los Apartamentos Belgravia, en la Quinta Avenida entre las calles 49 y 50, en abril de 1920 por 35 millones de dólares. En ese momento, el sitio fue descrito en el Real Estate Record (lit. 'Registro de Bienes Raíces') como un "nuevo puesto de avanzada en el norte para el gran comercio minorista". En junio de 1921, Starrett & Van Vleck presentó planos para un edificio de nueve pisos en el sitio de la Quinta Avenida. La demolición de las dos estructuras comenzó más tarde ese año.
Otro factor que subrayó la necesidad de una nueva tienda fue el hecho de que, en 1922, el propietario del edificio de Herald Square duplicó el alquiler. : 2 El National Democratic Club ocupó el centro del sitio de Saks, en 617 Fifth Avenue, pero el club originalmente rechazó una oferta de 1 millón de dólares por su sitio, que medía 30,5 por 12,8 m. Como resultado, Saks & Company inicialmente buscó construir un edificio en forma de U alrededor de la casa club. Saks se fusionó en abril de 1923 con Gimbel Brothers, Inc., que era propiedad del primo de Horace Saks, Bernard Gimbel. : 4–5  Gimbel se hizo cargo del arrendamiento de Herald Square, pagó la deuda de Saks y compró 8 millones de dólares de acciones de la compañía. La tienda Saks Fifth Avenue se convirtió en una empresa conjunta entre Saks y Gimbel. Saks & Company compró el Democratic Club en mayo de 1923.
El 15 de septiembre de 1924, el edificio Saks Fifth Avenue se inauguró en el 611 de la Quinta Avenida, con un frente de avenida de cuadra completa al sur de la Catedral de San Patricio, frente a lo que se convertiría en el Rockefeller Center. : 2  En ese momento, The Evening World escribió que no consideraba a Saks una tienda por departamentos, contrariamente a la creencia popular. El periódico afirmó que Saks no vendía productos secos ni muebles, solo se ocupaba de ropa y accesorios. La nueva tienda no agregó ninguno de estos departamentos, solo duplicó el espacio de piso de los departamentos existentes. The Wall Street Journal proyectó que la nueva tienda podría generar ganancias anuales de 17 millones de dólares. La tienda se conocería como "Saks-Fifth Avenue" con un guion, : 2  para diferencialrla de la ubicación anterior, conocida como "Saks Herald Square" o "Saks 34th Street".

### Operación

#### Mediados delsigloXX

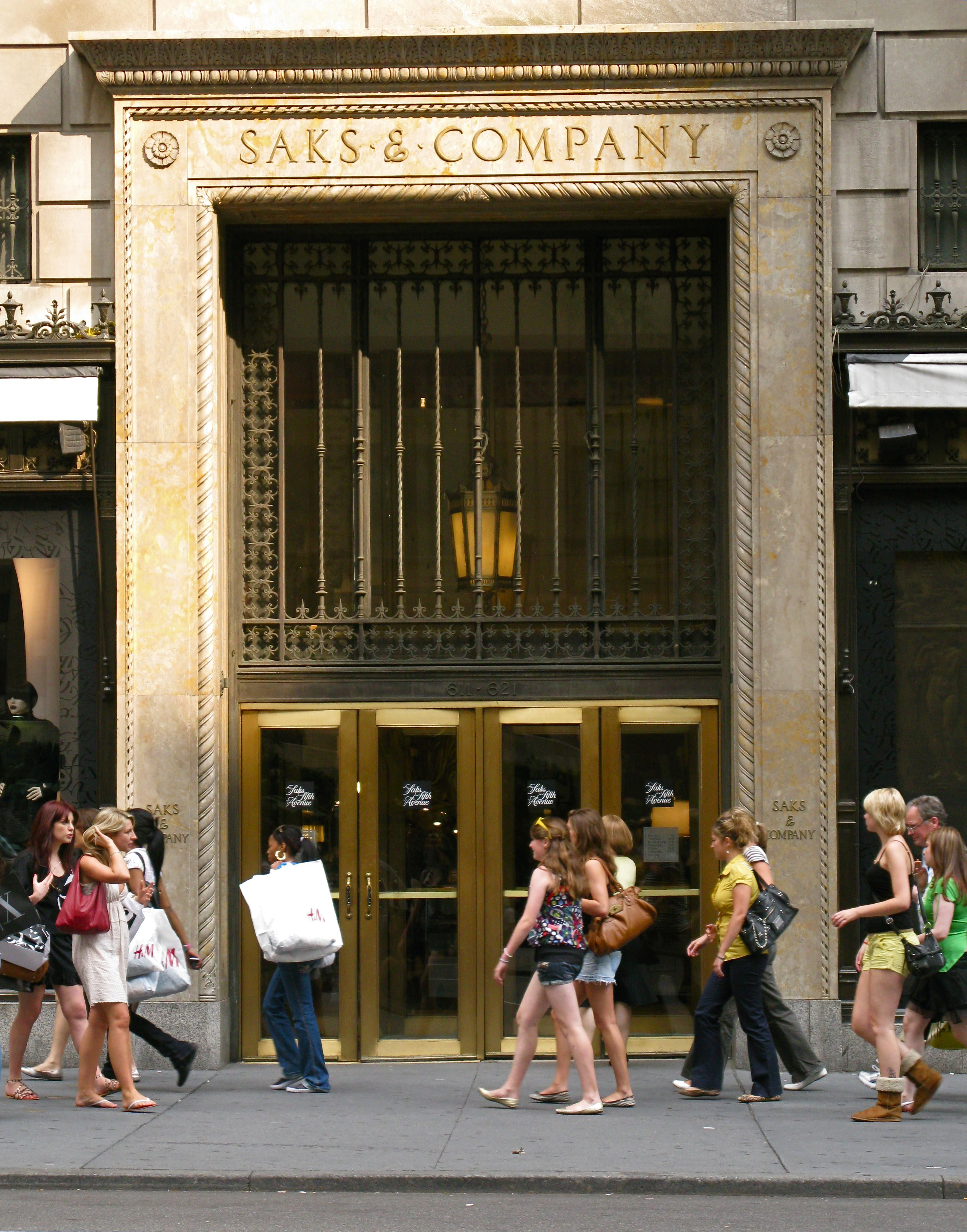
Una de las entradas de la tienda

En 1926, los hermanos Saks se retiraron de la operación de Saks & Company, declarando que la tienda de la Quinta Avenida se había establecido "satisfactoriamente". Durante los años siguientes, se abrieron varias sucursales de la marca Saks Fifth Avenue y la tienda de la Quinta Avenida se convirtió en una ubicación emblemática. De 1929 a 1969, Sophie Gimbel dirigió el departamento personalizado de la tienda. Gimbel, esposa del presidente de la empresa, diseñó ropa elegante y presentó los culotes femeninos al público estadounidense.
En el terreno subyacente a la tienda insignia de Saks, Saks Realty Company inicialmente era propietaria de la antigua parcela del Democratic Club, pero el sitio restante le pertenecía a George Kemp Company. En 1935, la Compañía Kemp compró el terreno del Democratic Club, obteniendo así la propiedad de todo el sitio. También en 1935, Saks introdujo un departamento de esquí con una pista de esquí y clases de esquí. En 1938, la revista Fortune describió la tienda de la Quinta Avenida como de lujo, a diferencia de "las mesas de gangas del hormiguero en el sótano de Herald Square", la última de las cuales terminó cerrando en la década de 1960. Una tienda de regalos de objetos importados, con una entrada independiente en la calle 50, abrió en 1950. El sitio de la Quinta Avenida se vendió en 1952 a William Zeckendorf, quien al año siguiente lo vendió a la familia Rockefeller.

#### Finales delsigloXX

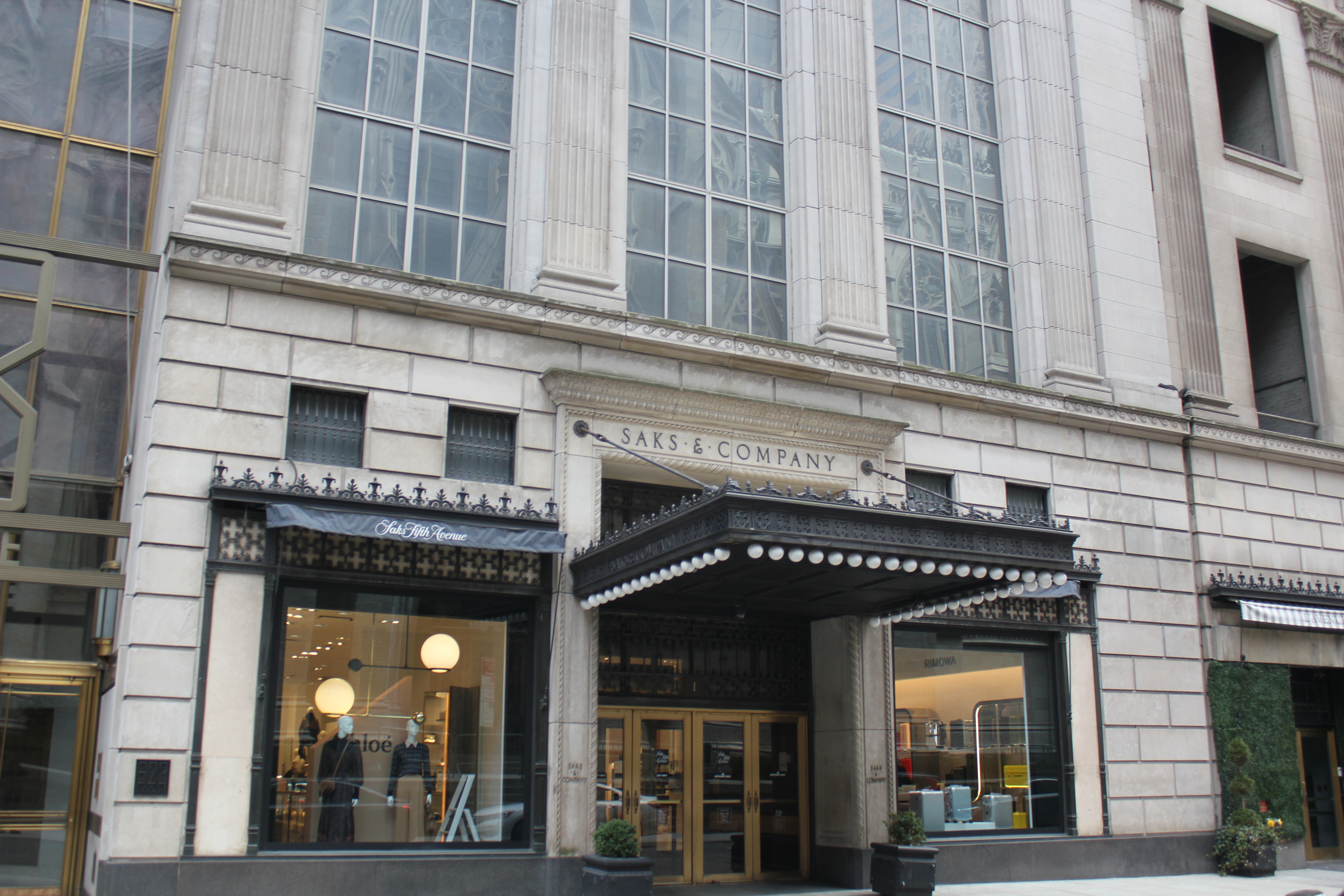
Entrada de Saks en el 623 Fifth Avenue en la calle 50

En febrero de 1979, Saks anunció que la tienda insignia sería remodelada extensamente por 200 millones de dólares como parte de su primera renovación importante. Inicialmente, los funcionarios de Saks planearon una expansión de nueve pisos "en el patio trasero de una antigua casa de piedra rojiza". Las primeras escaleras mecánicas del se instalarían dentro de la expansión, ya que los funcionarios de Saks buscaban minimizar las interrupciones en la tienda principal. : 557  Estos planes trajeron críticas de los observadores que temían que la expansión redujera la calidad de la tienda de Saks a la de Bloomingdale's o Macy's. : 557–558 Ese julio, Saks presentó planes provisionales a la Comisión de Planificación de la Ciudad de Nueva York (CPC) para una oficina de 50 pisos y una torre residencial al este de su tienda insignia. : 558  Los lotes al este se habían propuesto como el sitio de una torre desde la década de 1950, pero no se habían desarrollado debido a la falta de participación de los intereses inmobiliarios de Saks. Los trabajos de ampliación procedieron antes de que se aprobara la torre y, en noviembre de 1979, se abrió un conjunto de nuevas escaleras mecánicas en la parte trasera de la tienda insignia de Saks. : 558  El arquitecto del proyecto Hambrecht Terrell luego renovó el segundo piso con un corredor de ladrillos que contenía tiendas para diseñadores de moda notables. : 558  El tercer piso también fue rediseñado con un pasillo bordeado de boutiques para mujeres, : 558–559  y el sexto piso fue renovado como una sección de ropa de precio moderado para la "mujer trabajadora". : 559 
Saks entró en una empresa conjunta con Rockefeller Center Properties en 1981 para desarrollar el sitio con una torre de 64 103 m². Según el plan, Saks habría ocupado aproximadamente una cuarta parte del espacio, mientras que el resto sería espacio de oficinas. El lote de tierra de la tienda y la parcela contigua a mitad de cuadra estaban en distritos de zonificación separados con diferentes proporciones de área de piso, por lo que los derechos aéreos no se podían transferir a menos que la Comisión de Preservación de Monumentos Históricos de la Ciudad de Nueva York (LPC) lo designara como un hito. Según el abogado del presidente del CPC, esto permitiría la construcción de la torre porque su desarrollo ayudaría a la preservación del hito. Saks decidió apoyar una designación histórica para su tienda. : 559 Como se había previsto, la LPC designó a Saks Fifth Avenue como un hito el 20 de diciembre de 1984. El LPC aprobó por unanimidad la propuesta de la torre en junio siguiente.
Después de que fracasara el acuerdo de Saks con Rockefeller Center Properties, Galbreath-Ruffin se convirtió en socio del proyecto de la torre, aunque Swiss Bank Corporation posteriormente compró la participación de Galbreath-Ruffin. Una propuesta para una torre de 36 pisos fue presentada por una empresa conjunta de Saks y Swiss Bank en 1986. El primero expandiría su espacio insignia en la base de la torre, mientras que el segundo usaría los pisos superiores como su tienda insignia. Swiss Bank y Saks pasaron catorce meses negociando los planes. El mayor punto de discordia fue la fachada de la calle 50 de la adición de la torre, que Saks quería para vitrinas, pero finalmente se asignó al Swiss Bank para su entrada. El plan inicial de la fachada de la torre fue diseñado por Abramowitz Kingsland Schiff, que había preferido un diseño con bandas horizontales marrones y blancas. Pomeroy asumió el cargo de arquitecto principal después de que el plan de Abramowitz Kingsland Schiff fuera criticado como brutalista y fuera de contexto con los edificios circundantes. : 559 
El trabajo en el sitio de comenzó en 1987, y la torre se completó en 1990. Fue diseñada por WSP Cantor Seinuk del WSP Global y tiene una altura de 171 m. Los pisos comerciales iban del primero al noveno piso. Las adiciones incluyeron el restaurante Café SFA en el octavo piso y un salón de belleza y spa en el noveno. La torre pudo obtener una dirección prestigiosa en la Quinta Avenida porque el rascacielos se encuentra en el mismo terreno que la tienda de 1924 y se construyó utilizando sus derechos aéreos. El escritor arquitectónico Paul Goldberger criticó el diseño por insulso y dijo que la Swiss Bank Tower fue "tan exitosa en no ofender que termina sin tener nada que decir". La torre estaba totalmente ocupada en 1992. La tienda original y la adición de la torre tienen un solo propietario, inicialmente Swiss Bank Corporation, que había arrendado el terreno a Saks durante 100 años. Cohen Brothers Realty Corporation adquirió Swiss Bank Tower en 1997. Tras la posterior fusión de Swiss Bank con UBS, la empresa trasladó sus oficinas fuera de la torre.

#### sigloXXI

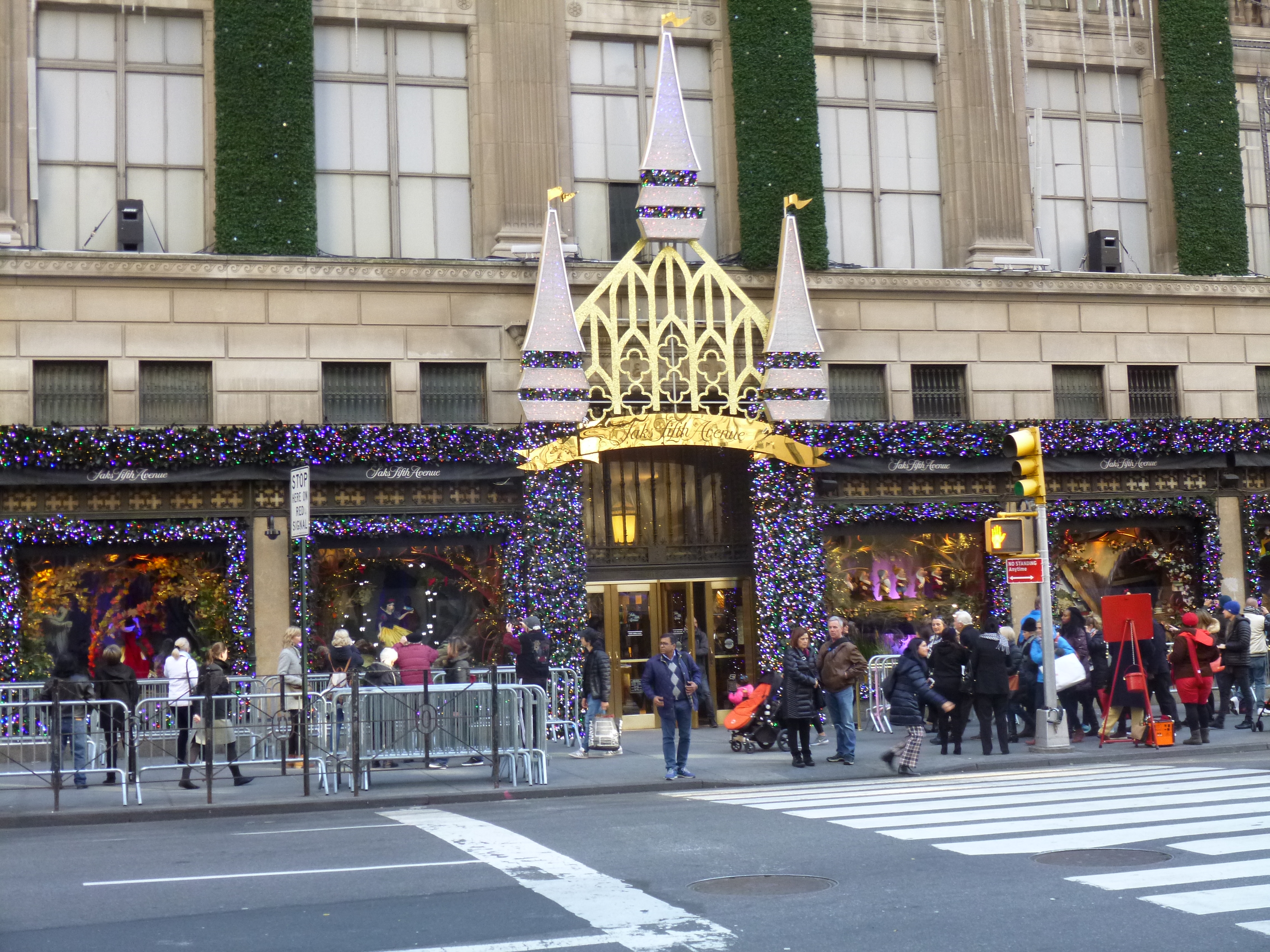
Decorado durante la Navidad

A partir de finales de la década de 1990, Saks Fifth Avenue renovó ampliamente su La tienda insignia. Saks Fifth Avenue completó la renovación de 125 millones de dólares de la tienda insignia en 2003. Un año después, el nuevo CEO de Saks, Fred Wilson, anunció planes para deshacer gran parte de la renovación y gastar 150 millones de dólares para remodelar aún más la tienda insignia. En agosto de 2007, el Servicio Postal de los Estados Unidos inició un programa experimental que vendía la extensión del código postal "más" a las empresas. La primera empresa en hacerlo fue Saks Fifth Avenue, que recibió el código postal 10022-7463 ("SHOE") para el departamento de calzado del octavo piso de la tienda insignia. El octavo piso se convirtió así en el primer caso en los Estados Unidos en el que un piso individual de un inmueble tenía su propio código postal. Esto coincidió con la expansión del departamento de calzado, que se había mudado del cuarto piso y había duplicado su tamaño a 790 m².
A partir de 2013, el valor inmobiliario de la tienda insignia de Nueva York se estimó entre 800 millones de dólares y más de mil millones de dólares. En ese momento, la tienda insignia generaba alrededor del 20% de las ventas anuales de Saks, valoradas en 620 millones de dólares. Hudson's Bay Company, que se hizo cargo de la cadena Saks Fifth Avenue en 2013, obtuvo un préstamo al año siguiente. El préstamo le dio a la tienda de la Quinta Avenida un valor en libros de 3700 millones de dólares, más de los 2900 millones de dólares que la compañía había pagado por toda la cadena.
En 2015, Saks comenzó una restauración de tres años por 250 millones de dólares de la tienda insignia. El presidente de la compañía deseaba reinventar la tienda insignia, abrir sus pisos y cerrar su Cafe SFA para crear un nuevo restaurante, el L'Avenue de estilo parisino. Saks planeó una escalera de caracol alrededor de un ascensor de cristal que uniera el primer y segundo piso. Se movería por los departamentos y convertiría un espacio de la trastienda en un espacio comercial. El piso principal, que fue renovado para contener un departamento de bolsos, se completó en agosto de 2019. El valor del edificio se registró en 1600 millones de dólares en 2019, en medio de un declive general en el sector minorista. En marzo de 2020 se inauguró un departamento para niños, el primero en la historia de la tienda insignia. El trabajo adicional se completará en 2021, incluido un departamento de zapatos para hombres y una sección de joyería en el sótano. En agosto de 2021, la empresa de espacios de trabajo WeWork anunció que abriría una ubicación en el décimo piso de la tienda insignia de Saks.